# Serafin (Zahorowski)
Serafin, imię świeckie Nikołaj Michajłowicz Zahorowski (ur. 27 lutego 1872 w Achtyrce, zm. 30 września 1943 w Przemyślu) – duchowny Rosyjskiego Kościoła Prawosławnego, święty prawosławny.

## Życiorys

### Młodość i wczesna działalność
Był synem prawosławnego diakona Michaiła Fieoktistowicza Zahorowskiego i Praskowii Andriejewny Romienskiej. Miał brata Michaiła i siostrę Annę. W 1894 ukończył seminarium duchowne w Charkowie. W tym samym roku ożenił się z nieznaną z nazwiska kobietą o imieniu Jekatierina Iwanowna i przyjął święcenia kapłańskie. Służył kolejno w cerkwiach we wsiach Policzkowskaja (1894–1898) i Małyżyno (1898–1907), w cerkwi św. Serafina z Sarowa w Charkowie (1908–1909) oraz w cerkwi św. Teodora Stratilatesa przy Szpitalu Aleksandrowskim (1909–1918). W Charkowie zyskał sławę znakomitego kaznodziei, „charkowskiego Złotoustego”. Wokół duchownego skupiła się grupa kobiet prowadzących życie wspólnotowe według reguły mniszej. Po 1910 arcybiskup charkowski Antoni zgodził się na przekształcenie tejże grupy w monaster, jednak do rewolucji październikowej najwyższe władze Rosyjskiego Kościoła Prawosławnego nie potwierdziły tej decyzji. W rezultacie kobiety kontynuowały po 1917 życie we wspólnocie nielegalnie. 
W małżeństwie miał dwoje dzieci: córkę Lidiję i syna Siergieja.

### W Rosji radzieckiej i ZSRR
W czerwcu 1918 ks. Zahorowski został po raz pierwszy aresztowany, jednak szybko odzyskał wolność. Przez kolejne cztery lata nadal sprawował obowiązki proboszcza cerkwi przy Szpitalu Aleksandrowskim. W 1922 przeszedł do parafii Narodzenia Pańskiego w Charkowie. Za sprzeciwianie się rozwojowi Żywej Cerkwi został w marcu 1923 aresztowany razem z administratorem eparchii charkowskiej biskupem Pawłem. Za głoszenie „kazań o kontrrewolucyjnej treści” został na trzy lata wydalony z Charkowa i zmuszony do zamieszkania w Piotrogrodzie, podczas gdy jego żona pozostała w dotychczasowym miejscu zamieszkania. W Piotrogrodzie duchowny założył domową cerkiew w swoim mieszkaniu, utrzymywał kontakt z założoną przez siebie nielegalną mniszą wspólnotą.

#### Duchowny Cerkwi katakumbowej
W 1928 ks. Zahorowski związał się z Cerkwią katakumbową. Wspierał ruch josifian i nie wspominających, nie uznawał metropolity Sergiusza (Stragorodskiego) za pełnoprawnego locum tenens Kościoła. Nie służył w żadnej cerkwi poza kaplicą we własnym mieszkaniu. Jego zdrowie ulegało pogorszeniu. 
17 stycznia 1930 został aresztowany w Leningradzie i skazany na pięć lat łagru. W sierpniu 1930 został przewieziony z więzienia w Leningradzie do łagru urządzonego w dawnym Monasterze Sołowieckim. Jego żona już wówczas nie żyła; przebywając w łagrze duchowny w tajemnicy złożył wieczyste śluby mnisze, przyjmując imię Serafin na cześć świętego mnicha Serafina z Sarowa. Po odbyciu kary został skierowany na osiedlenie na północy Rosji europejskiej. Utrzymywał osobiste i listowne kontakty z mniszkami założonej przez siebie w Charkowie wspólnoty. 
W 1941 otrzymał zgodę na zamieszkanie w Obojaniu, lub według innych źródeł przeniósł się do tego miasta nielegalnie. Przypadkowo dowiedział się o istnieniu w tym mieście nielegalnej żeńskiej wspólnoty monastycznej, którą odtąd opiekował się duchowo. W grudniu 1941 wrócił do Charkowa. W zgromadzonej wokół niego grupie kobiet (nielegalnym monasterze Ikony Matki Bożej „Poszukiwanie Zaginionych”) żyło około czterdzieści mniszek, od których sam przyjmował śluby zakonne. Latem 1943 duchowny opuścił Charków razem z rodziną swojej córki Lidii, udając się na zachód razem z wycofującymi się wojskami niemieckimi. Zmarł w tym samym roku w Przemyślu, tam też został pochowany.

## Kult
W 1981 Rosyjski Kościół Prawosławny poza granicami Rosji ogłosił go świętym, nadając mu tytuł świętego mnicha wyznawcy i przydomek Charkowski. W 1993 Ukraiński Kościół Prawosławny Patriarchatu Moskiewskiego kanonizował go lokalnie, w eparchii charkowskiej, jako protoprezbitera Mikołaja Zahorowskiego. Kanonizacja ta opierała się na błędnej informacji, jakoby duchowny został w 1923 rozstrzelany w ramach prześladowań religijnych w Rosji radzieckiej. 
W lipcu 2011 szczątki Serafina zostały ekshumowane z cmentarza miejskiego w Przemyślu i jako relikwie wystawione dla kultu w soborze Przemienienia Pańskiego w Lublinie. Zgodnie z decyzją Świętego Soboru PAKP, w grudniu 2017 r. relikwie świętego zostały przeniesione do cerkwi Przeniesienia Relikwii św. Mikołaja w Rzeszowie.